# Estação do ano

Diagrama que representa as estações do ano. Note que, desconsiderando a hora do dia (a rotação da terra em torno de seu eixo), o Polo norte será escuro, e o Polo sul será iluminado. Além da densidade da luz incidente, a dissipação da luz na atmosfera terrestre é grande quando ela incide num ângulo agudo

As estações, ou sazões, são divisões do ano baseadas em padrões do clima. No mundo ocidental, elas são tradicionalmente quatro: primavera, verão, outono e inverno.

## História
Inicialmente o ano era dividido em duas partes:
- O período quente (em latim: "ver"): era dividido em três fases: o Prima Vera (literalmente "primeiro verão"), de temperatura e humidade moderadas, o Tempus Veranus (literalmente "tempo da frutificação"), de temperatura e umidade elevadas, e o Æstivum (em português traduzido como "estio"), de temperatura elevada e baixa umidade.

- O período frio (em latim: "hiems") era dividido em apenas duas fases: o Tempus Autumnus (literalmente "tempo do ocaso"), em que as temperaturas entram em declínio gradual, e o Tempus Hibernus, a época mais fria do ano, marcada pela neve e ausência de fertilidade.

Posteriormente, para ajustar as estações à posição exata dos equinócios e solstícios, correlacionados com a influência da translação associada à mudança no eixo de inclinação da Terra, convencionou-se, no Ocidente, dividir o ano em somente quatro estações. Vale a pena lembrar que certas culturas ainda dividem o ano em cinco estações, como a China. Países como a Índia dividem o ano em apenas três estações: uma estação quente, uma estação fria e uma estação chuvosa.
Já no continente Africano, países como Angola só têm duas estações, a das chuvas, quente e úmida, e o cacimbo, seca e ligeiramente mais fresca, principalmente à noite.

## Como ocorrem as estações do ano
A sucessão das estações do ano é resultado da inclinação do eixo de rotação da Terra por 66,6º relativo ao seu plano de translação (23,4º em relação à normal ao plano).
O eixo de rotação da Terra é a linha imaginaria que une o pólo Norte ao pólo Sul e sua inclinação faz com que, em certas épocas do ano, um hemisfério receba a luz do Sol mais diretamente que o outro hemisfério. Isto é a principal causa das estações do ano: primavera, verão, outono e inverno. Comparados às regiões tropicais, os pólos, por exemplo, recebem os raios solares bastante inclinados e por isso absorvem apenas uma fração da luz do Sol; o que reflete-se em temperaturas mais baixas nas extremidades polares.
Existe uma distribuição desigual de luz e calor solar nas diversas partes da Terra. Por causa disso diferentes partes recebem diferentes quantidades de luz e calor solar ao longo do ano. Assim, no verão, teremos mais luz e calor e, no inverno , menos luz e calor.

## Estações do ano nos dois hemisférios
| Data e hora UTC dos solstícios e equinócios entre 1950 e 2025 | Data e hora UTC dos solstícios e equinócios entre 1950 e 2025 | Data e hora UTC dos solstícios e equinócios entre 1950 e 2025 | Data e hora UTC dos solstícios e equinócios entre 1950 e 2025 | Data e hora UTC dos solstícios e equinócios entre 1950 e 2025 | Data e hora UTC dos solstícios e equinócios entre 1950 e 2025 | Data e hora UTC dos solstícios e equinócios entre 1950 e 2025 | Data e hora UTC dos solstícios e equinócios entre 1950 e 2025 | Data e hora UTC dos solstícios e equinócios entre 1950 e 2025 |
| Ano                                                           | Equinócio Março                                               | Equinócio Março                                               | Solstício Junho                                               | Solstício Junho                                               | Equinócio Setembro                                            | Equinócio Setembro                                            | Solstício Dezembro                                            | Solstício Dezembro                                            |
| Ano                                                           | Dia                                                           | Hora                                                          | Dia                                                           | Hora                                                          | Dia                                                           | Hora                                                          | Dia                                                           | Hora                                                          |
| ------------------------------------------------------------- | ------------------------------------------------------------- | ------------------------------------------------------------- | ------------------------------------------------------------- | ------------------------------------------------------------- | ------------------------------------------------------------- | ------------------------------------------------------------- | ------------------------------------------------------------- | ------------------------------------------------------------- |
| 1950                                                          | 21                                                            | 04:35                                                         | 21                                                            | 23:35                                                         | 23                                                            | 14:43                                                         | 22                                                            | 10:13                                                         |
| 1951                                                          | 21                                                            | 10:25                                                         | 22                                                            | 05:24                                                         | 23                                                            | 20:36                                                         | 22                                                            | 16:00                                                         |
| 1952                                                          | 20                                                            | 16:13                                                         | 21                                                            | 11:12                                                         | 23                                                            | 02:23                                                         | 21                                                            | 21:43                                                         |
| 1953                                                          | 20                                                            | 22:00                                                         | 21                                                            | 16:59                                                         | 23                                                            | 08:05                                                         | 22                                                            | 03:31                                                         |
| 1954                                                          | 21                                                            | 03:53                                                         | 21                                                            | 22:54                                                         | 23                                                            | 13:55                                                         | 22                                                            | 09:24                                                         |
| 1955                                                          | 21                                                            | 09:35                                                         | 22                                                            | 04:31                                                         | 23                                                            | 19:40                                                         | 22                                                            | 15:10                                                         |
| 1956                                                          | 20                                                            | 15:20                                                         | 21                                                            | 10:23                                                         | 23                                                            | 01:34                                                         | 21                                                            | 20:59                                                         |
| 1957                                                          | 20                                                            | 21:16                                                         | 21                                                            | 16:20                                                         | 23                                                            | 07:26                                                         | 22                                                            | 02:48                                                         |
| 1958                                                          | 21                                                            | 03:05                                                         | 21                                                            | 21:56                                                         | 23                                                            | 13:08                                                         | 22                                                            | 08:39                                                         |
| 1959                                                          | 21                                                            | 08:54                                                         | 22                                                            | 03:49                                                         | 23                                                            | 19:08                                                         | 22                                                            | 14:34                                                         |
| 1960                                                          | 20                                                            | 14:42                                                         | 21                                                            | 09:42                                                         | 23                                                            | 00:58                                                         | 21                                                            | 20:25                                                         |
| 1961                                                          | 20                                                            | 20:31                                                         | 21                                                            | 15:30                                                         | 23                                                            | 06:42                                                         | 22                                                            | 02:19                                                         |
| 1962                                                          | 21                                                            | 02:29                                                         | 21                                                            | 21:24                                                         | 23                                                            | 12:35                                                         | 22                                                            | 08:15                                                         |
| 1963                                                          | 21                                                            | 08:19                                                         | 22                                                            | 03:04                                                         | 23                                                            | 18:23                                                         | 22                                                            | 14:01                                                         |
| 1964                                                          | 20                                                            | 14:09                                                         | 21                                                            | 08:56                                                         | 23                                                            | 00:16                                                         | 21                                                            | 19:49                                                         |
| 1965                                                          | 20                                                            | 20:04                                                         | 21                                                            | 14:55                                                         | 23                                                            | 06:05                                                         | 22                                                            | 01:40                                                         |
| 1966                                                          | 21                                                            | 01:52                                                         | 21                                                            | 20:33                                                         | 23                                                            | 11:43                                                         | 22                                                            | 07:28                                                         |
| 1967                                                          | 21                                                            | 07:36                                                         | 22                                                            | 02:22                                                         | 23                                                            | 17:37                                                         | 22                                                            | 13:16                                                         |
| 1968                                                          | 20                                                            | 13:21                                                         | 21                                                            | 08:13                                                         | 22                                                            | 23:26                                                         | 21                                                            | 18:59                                                         |
| 1969                                                          | 20                                                            | 19:08                                                         | 21                                                            | 13:35                                                         | 23                                                            | 05:06                                                         | 22                                                            | 00:43                                                         |
| 1970                                                          | 21                                                            | 00:56                                                         | 21                                                            | 19:42                                                         | 23                                                            | 10:58                                                         | 22                                                            | 06:35                                                         |
| 1971                                                          | 21                                                            | 06:38                                                         | 22                                                            | 01:19                                                         | 23                                                            | 16:45                                                         | 22                                                            | 12:23                                                         |
| 1972                                                          | 20                                                            | 12:21                                                         | 21                                                            | 07:06                                                         | 22                                                            | 22:32                                                         | 21                                                            | 18:12                                                         |
| 1973                                                          | 20                                                            | 18:12                                                         | 21                                                            | 13:00                                                         | 23                                                            | 04:21                                                         | 22                                                            | 00:07                                                         |
| 1974                                                          | 21                                                            | 00:06                                                         | 21                                                            | 18:37                                                         | 23                                                            | 09:58                                                         | 22                                                            | 05:55                                                         |
| 1975                                                          | 21                                                            | 05:56                                                         | 22                                                            | 00:26                                                         | 23                                                            | 15:55                                                         | 22                                                            | 11:45                                                         |
| 1976                                                          | 20                                                            | 11:49                                                         | 21                                                            | 06:24                                                         | 22                                                            | 21:48                                                         | 21                                                            | 17:35                                                         |
| 1977                                                          | 20                                                            | 17:42                                                         | 21                                                            | 12:13                                                         | 23                                                            | 03:29                                                         | 21                                                            | 23:23                                                         |
| 1978                                                          | 20                                                            | 23:33                                                         | 21                                                            | 18:09                                                         | 23                                                            | 09:25                                                         | 22                                                            | 05:20                                                         |
| 1979                                                          | 21                                                            | 05:22                                                         | 21                                                            | 23:56                                                         | 23                                                            | 15:16                                                         | 22                                                            | 11:09                                                         |
| 1980                                                          | 20                                                            | 11:09                                                         | 21                                                            | 05:47                                                         | 22                                                            | 21:08                                                         | 21                                                            | 16:56                                                         |
| 1981                                                          | 20                                                            | 17:02                                                         | 21                                                            | 11:44                                                         | 23                                                            | 03:05                                                         | 21                                                            | 22:50                                                         |
| 1982                                                          | 20                                                            | 22:55                                                         | 21                                                            | 17:22                                                         | 23                                                            | 08:46                                                         | 22                                                            | 04:38                                                         |
| 1983                                                          | 21                                                            | 04:38                                                         | 21                                                            | 23:08                                                         | 23                                                            | 14:41                                                         | 22                                                            | 10:29                                                         |
| 1984                                                          | 20                                                            | 10:24                                                         | 21                                                            | 05:02                                                         | 22                                                            | 20:32                                                         | 21                                                            | 16:22                                                         |
| 1985                                                          | 20                                                            | 16:13                                                         | 21                                                            | 10:44                                                         | 23                                                            | 02:07                                                         | 21                                                            | 22:07                                                         |
| 1986                                                          | 20                                                            | 22:02                                                         | 21                                                            | 16:29                                                         | 23                                                            | 07:58                                                         | 22                                                            | 04:02                                                         |
| 1987                                                          | 21                                                            | 03:51                                                         | 21                                                            | 22:10                                                         | 23                                                            | 13:45                                                         | 22                                                            | 09:45                                                         |
| 1988                                                          | 20                                                            | 09:38                                                         | 21                                                            | 03:56                                                         | 22                                                            | 19:28                                                         | 21                                                            | 15:27                                                         |
| 1989                                                          | 20                                                            | 15:28                                                         | 21                                                            | 09:53                                                         | 23                                                            | 01:19                                                         | 21                                                            | 21:22                                                         |
| 1990                                                          | 20                                                            | 21:19                                                         | 21                                                            | 15:32                                                         | 23                                                            | 06:55                                                         | 22                                                            | 03:06                                                         |
| 1991                                                          | 21                                                            | 03:01                                                         | 21                                                            | 21:18                                                         | 23                                                            | 12:47                                                         | 22                                                            | 08:53                                                         |
| 1992                                                          | 20                                                            | 08:47                                                         | 21                                                            | 03:14                                                         | 22                                                            | 18:42                                                         | 21                                                            | 14:43                                                         |
| 1993                                                          | 20                                                            | 14:40                                                         | 21                                                            | 08:59                                                         | 23                                                            | 00:22                                                         | 21                                                            | 20:25                                                         |
| 1994                                                          | 20                                                            | 20:27                                                         | 21                                                            | 14:47                                                         | 23                                                            | 06:19                                                         | 22                                                            | 02:22                                                         |
| 1995                                                          | 21                                                            | 02:14                                                         | 21                                                            | 20:34                                                         | 23                                                            | 12:13                                                         | 22                                                            | 08:16                                                         |
| 1996                                                          | 20                                                            | 08:03                                                         | 21                                                            | 02:23                                                         | 22                                                            | 18:00                                                         | 21                                                            | 14:05                                                         |
| 1997                                                          | 20                                                            | 13:54                                                         | 21                                                            | 08:19                                                         | 22                                                            | 23:55                                                         | 21                                                            | 20:07                                                         |
| 1998                                                          | 20                                                            | 19:54                                                         | 21                                                            | 14:02                                                         | 23                                                            | 05:37                                                         | 22                                                            | 01:56                                                         |
| 1999                                                          | 21                                                            | 01:45                                                         | 21                                                            | 19:49                                                         | 23                                                            | 11:31                                                         | 22                                                            | 07:43                                                         |
| 2000                                                          | 20                                                            | 07:35                                                         | 21                                                            | 01:48                                                         | 22                                                            | 17:28                                                         | 21                                                            | 13:37                                                         |
| 2001                                                          | 20                                                            | 13:21                                                         | 21                                                            | 07:38                                                         | 22                                                            | 23:04                                                         | 21                                                            | 19:21                                                         |
| 2002                                                          | 20                                                            | 19:16                                                         | 21                                                            | 13:24                                                         | 23                                                            | 04:55                                                         | 22                                                            | 01:14                                                         |
| 2003                                                          | 21                                                            | 01:00                                                         | 21                                                            | 19:10                                                         | 23                                                            | 10:47                                                         | 22                                                            | 07:04                                                         |
| 2004                                                          | 20                                                            | 06:49                                                         | 21                                                            | 00:57                                                         | 22                                                            | 16:30                                                         | 21                                                            | 12:42                                                         |
| 2005                                                          | 20                                                            | 12:33                                                         | 21                                                            | 06:46                                                         | 22                                                            | 22:23                                                         | 21                                                            | 18:35                                                         |
| 2006                                                          | 20                                                            | 18:26                                                         | 21                                                            | 12:26                                                         | 23                                                            | 04:03                                                         | 22                                                            | 00:22                                                         |
| 2007                                                          | 21                                                            | 00:07                                                         | 21                                                            | 18:06                                                         | 23                                                            | 09:51                                                         | 22                                                            | 06:08                                                         |
| 2008                                                          | 20                                                            | 05:48                                                         | 20                                                            | 23:59                                                         | 22                                                            | 15:44                                                         | 21                                                            | 12:04                                                         |
| 2009                                                          | 20                                                            | 11:44                                                         | 21                                                            | 05:45                                                         | 22                                                            | 21:18                                                         | 21                                                            | 17:47                                                         |
| 2010                                                          | 20                                                            | 17:32                                                         | 21                                                            | 11:28                                                         | 23                                                            | 03:09                                                         | 21                                                            | 23:38                                                         |
| 2011                                                          | 20                                                            | 23:21                                                         | 21                                                            | 17:16                                                         | 23                                                            | 09:04                                                         | 22                                                            | 05:30                                                         |
| 2012                                                          | 20                                                            | 05:14                                                         | 20                                                            | 23:09                                                         | 22                                                            | 14:49                                                         | 21                                                            | 11:11                                                         |
| 2013                                                          | 20                                                            | 11:02                                                         | 21                                                            | 05:04                                                         | 22                                                            | 20:44                                                         | 21                                                            | 17:11                                                         |
| 2014                                                          | 20                                                            | 16:57                                                         | 21                                                            | 10:51                                                         | 23                                                            | 02:29                                                         | 21                                                            | 23:03                                                         |
| 2015                                                          | 20                                                            | 22:45                                                         | 21                                                            | 16:38                                                         | 23                                                            | 08:21                                                         | 22                                                            | 04:48                                                         |
| 2016                                                          | 20                                                            | 04:30                                                         | 20                                                            | 22:34                                                         | 22                                                            | 14:21                                                         | 21                                                            | 10:44                                                         |
| 2017                                                          | 20                                                            | 10:29                                                         | 21                                                            | 04:24                                                         | 22                                                            | 20:02                                                         | 21                                                            | 16:28                                                         |
| 2018                                                          | 20                                                            | 16:15                                                         | 21                                                            | 10:07                                                         | 23                                                            | 01:54                                                         | 21                                                            | 22:23                                                         |
| 2019                                                          | 20                                                            | 21:58                                                         | 21                                                            | 15:54                                                         | 23                                                            | 07:50                                                         | 22                                                            | 04:19                                                         |
| 2020                                                          | 20                                                            | 03:50                                                         | 20                                                            | 21:44                                                         | 22                                                            | 13:31                                                         | 21                                                            | 10:02                                                         |
| 2021                                                          | 20                                                            | 09:37                                                         | 21                                                            | 03:32                                                         | 22                                                            | 19:21                                                         | 21                                                            | 15:59                                                         |
| 2022                                                          | 20                                                            | 15:53                                                         | 21                                                            | 09:14                                                         | 23                                                            | 0:40                                                          | 21                                                            | 21:48                                                         |
| 2023                                                          | 20                                                            | 21:24                                                         | 21                                                            | 14:58                                                         | 23                                                            | 06:50                                                         | 22                                                            | 03:27                                                         |
| 2024                                                          | 20                                                            | 03:06                                                         | 20                                                            | 20:51                                                         | 22                                                            | 12:44                                                         | 21                                                            | 09:21                                                         |
| 2025                                                          | 20                                                            | 09:01                                                         | 21                                                            | 02:42                                                         | 22                                                            | 18:19                                                         | 21                                                            | 15:03                                                         |
| 2026                                                          | 20                                                            | 14:46                                                         | 21                                                            | 08:25                                                         | 23                                                            | 00:06                                                         | 21                                                            | 20:50                                                         |
| 2027                                                          | 20                                                            | 20:25                                                         | 21                                                            | 14:11                                                         | 23                                                            | 06:02                                                         | 22                                                            | 02:43                                                         |
| 2028                                                          | 20                                                            | 02:17                                                         | 20                                                            | 20:02                                                         | 22                                                            | 11:45                                                         | 21                                                            | 08:20                                                         |
| 2029                                                          | 20                                                            | 08:01                                                         | 21                                                            | 01:48                                                         | 22                                                            | 17:37                                                         | 21                                                            | 14:14                                                         |

A data de início de cada estação varia ao longo do tempo. No equinócio de março tem início o outono no hemisfério sul e a primavera no hemisfério norte. No solstício de junho começa o inverno no sul e o verão no norte.
O equinócio de setembro, por sua vez, marca o início da primavera no sul e do outono no norte. Finalmente no solstício de dezembro começa o verão no hemisfério sul e o inverno no norte.

## Causa
As estações resultam do eixo de rotação da Terra ser inclinado em relação ao plano orbital (aproximadamente 23,5 graus). Assim, em qualquer momento, uma parte do planeta estará mais diretamente exposta aos raios do Sol do que outra. Esta exposição alterna conforme a Terra gira em sua órbita, portanto, a qualquer momento, independentemente da época, os hemisférios norte e sul experimentam estações opostas.
De modo geral, portanto, conclui-se que os fatores determinantes das estações do ano são:
- O movimento de translação
- A inclinação do eixo da Terra.

## As estações do ano em imagens
Imagens típicas de países com clima temperado

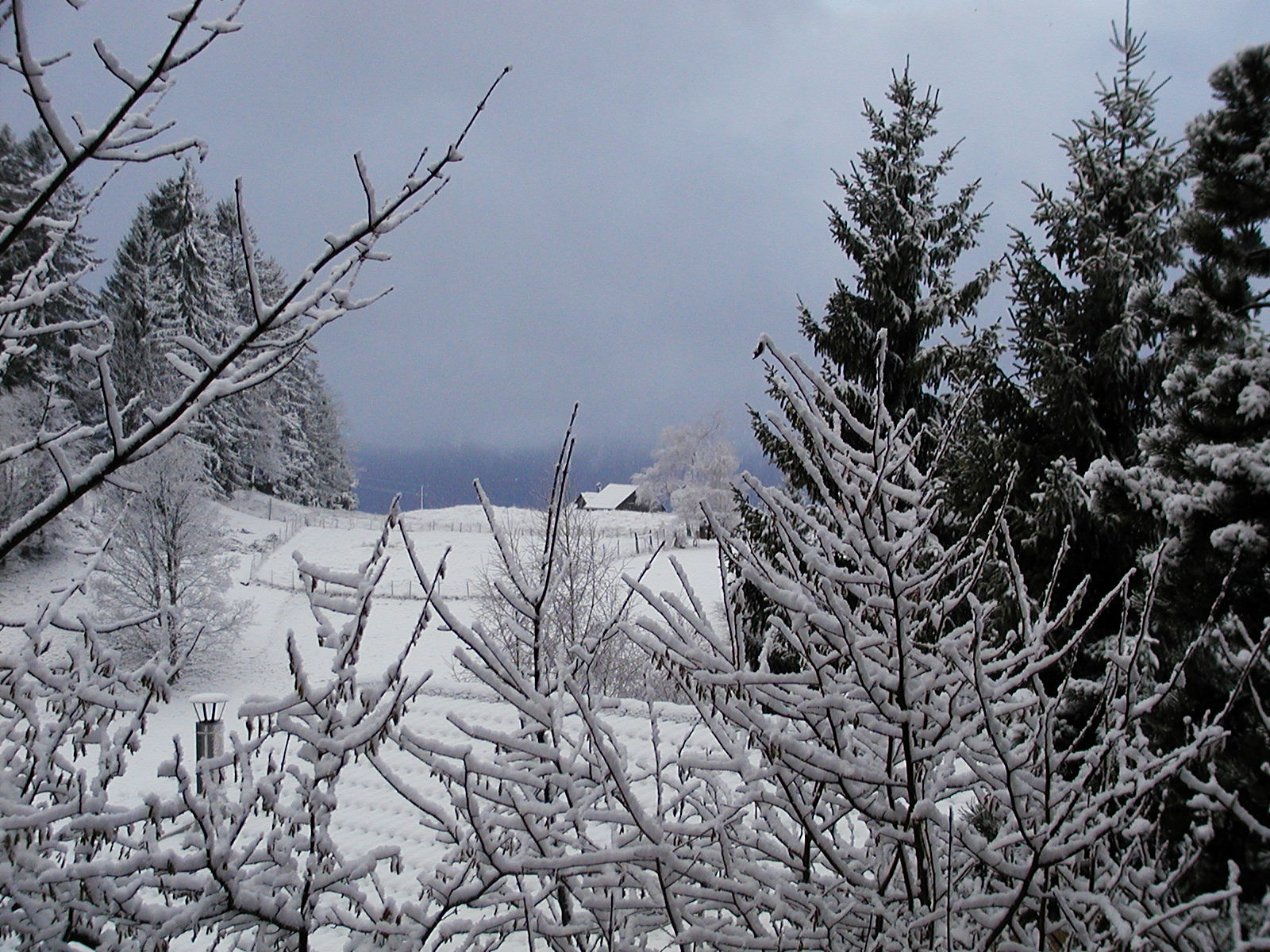
No inverno as plantas estão ociosas.
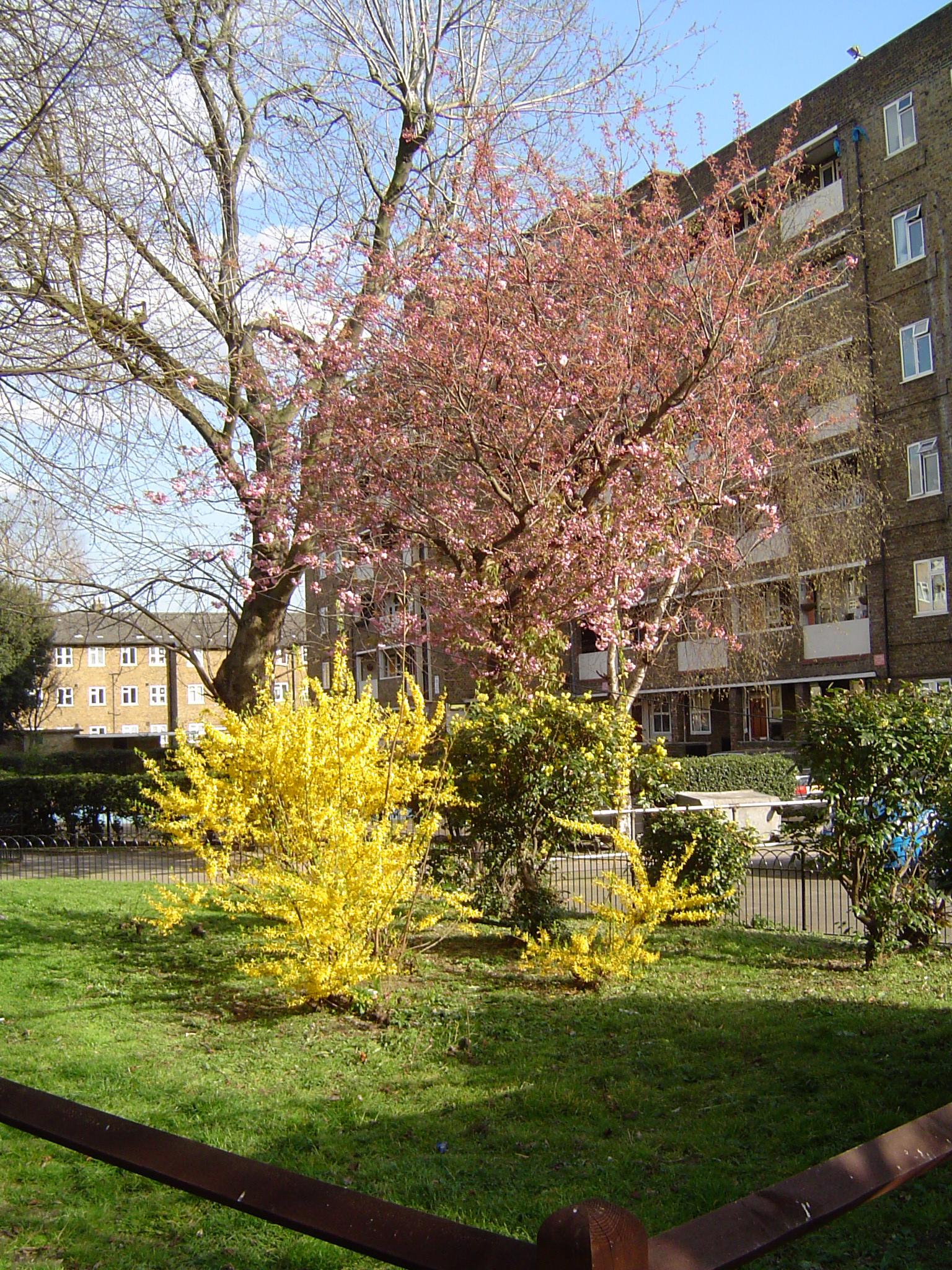
Na primavera as plantas voltam a crescer.
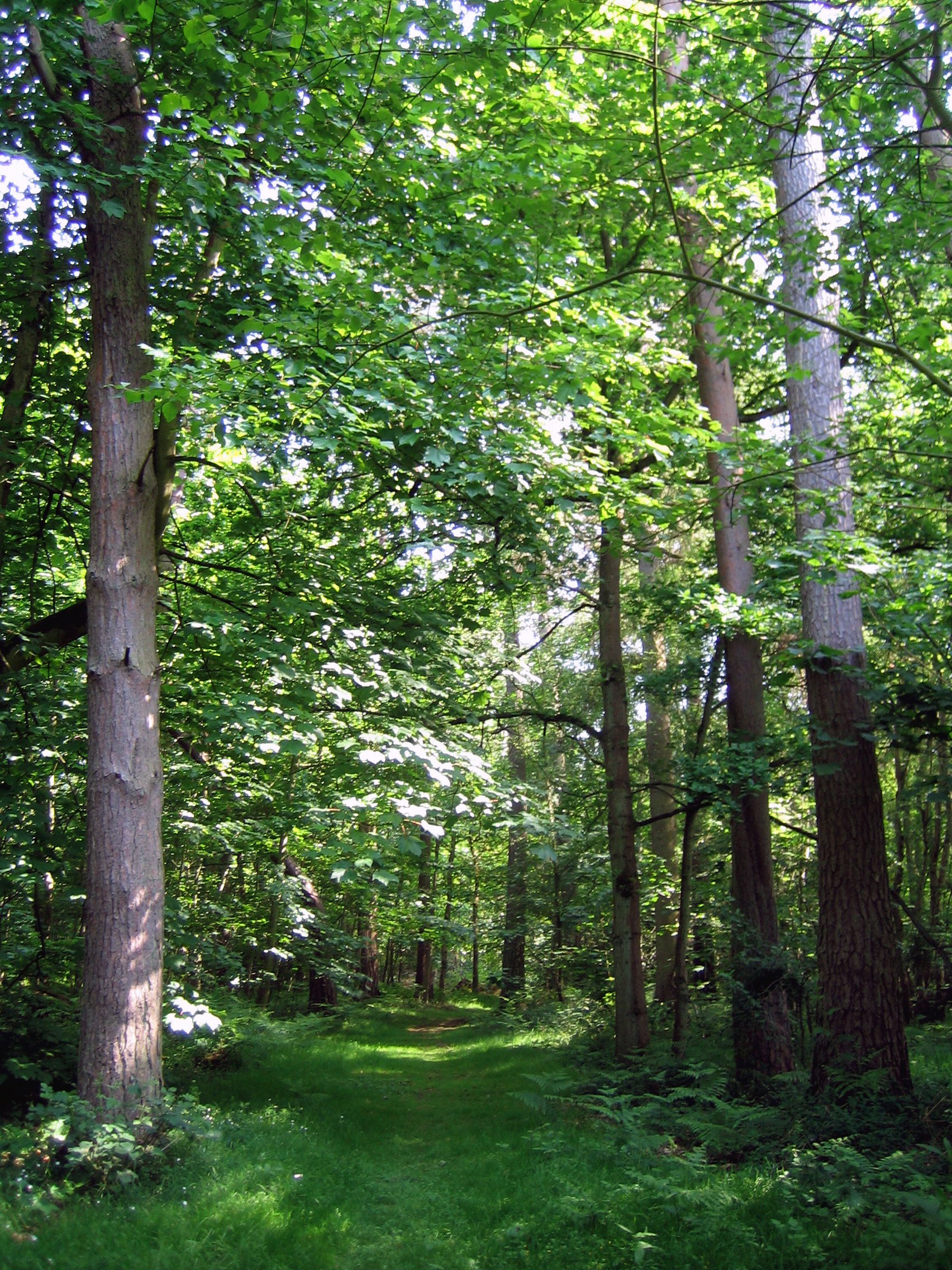
No verão as plantas crescem.
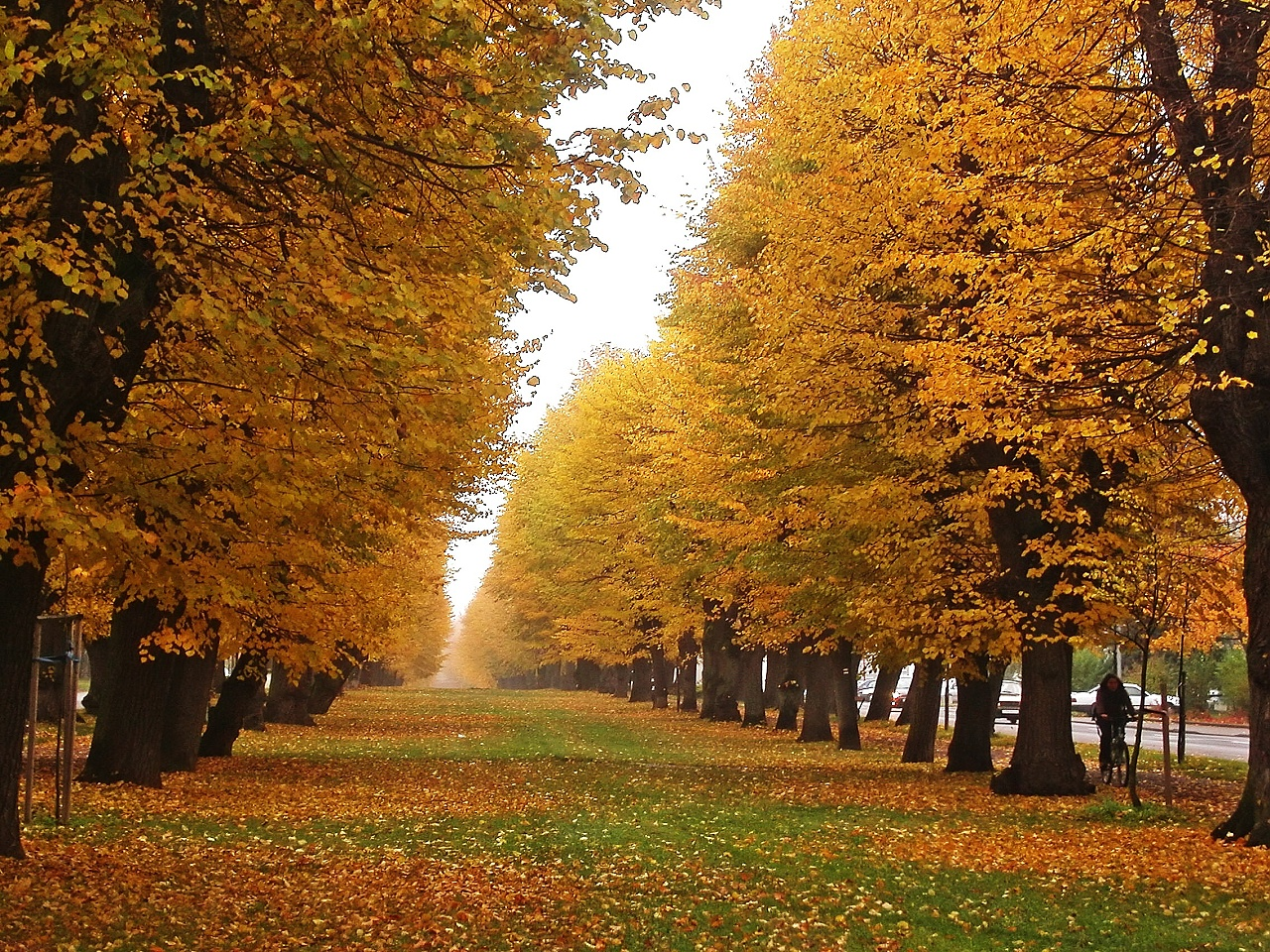
No outono as árvores ficam amareladas e liberam suas folhas.

As estações do ano acontecem por causa da inclinação do eixo de rotação da Terra em relação ao Sol. O movimento do planeta Terra em torno do Sol dura um ano, e recebe o nome de translação; sua principal consequência é a mudança de estações do ano.